# سالی همینگز
سالی همینگز (به انگلیسی: Sally Hemings)؛ برده‌ای بود که شواهد متعدد نشان می‌دهد توماس جفرسون رئیس‌جمهور ایالات متحده رابطه جنسی طولانی مدت با او داشته و مورخان اکنون کاملاً بر این عقیده اند که جفرسون پدر شش فرزند وی بوده‌است. همینگز خواهر ناتنی مارتا جفرسون، همسر متوفی جفرسون بود. همینگز در سال ۱۸۳۵ در شارلوتزویل، ویرجینیا درگذشت.